# 千葉県花植木センター
千葉県花植木センター（ちばけんはなうえきセンター）は、千葉県成田市にかつて存在した県立の施設である。

## 概要
花植木類の展示により、生産振興や啓蒙をはかり、生産者及び一般県民に対する栽培管理方法の指導などを目的に1980年に開設された。
2015年（平成27年）3月31日をもって閉園となった。
成田市は、成田空港に近い跡地を活用して、農水産物の輸出拠点として成田市公設地方卸売市場を平成31年を目途に移転整備する方針を示した。一部着工の遅れがあったが、2022年（令和4年）1月20日に移転新開場した。

## 施設概要
- 〒286-0102 千葉県成田市天神峰字道場80-1
- 開園：1980年（昭和55年）5月
- 総面積：約9.7ha
- 栽植樹種：約700種
- 栽植本数：約4,000本

## 利用情報
- 開園時間：午前9時 - 午後4時30分
- 入園料：無料
- 定休日：月曜日（祝日の場合は翌日）年末年始：12月28日 - 翌年1月4日
- 駐車場：約100台

## 主な施設
- 展示温室
- 落葉樹、針葉樹、常緑樹見本園
- 花木園（バラ、アメリカフヨウ、ツバキ、サザンカ、サクラ、ウメ）
- 花木花壇
- 庭園見本園
- ショウブ園
- 小庭園見本園（和風、洋風、和洋折衷、コニファー、花木、坪庭）
- 生垣見本園
- トピアリー見本園
- 新樹種見本園
- 家庭果樹見本園
- コニファー見本園
- 一年草見本園
- グラウンドカバー見本園
- 水草園
- 竹笹見本園
- 竹垣見本園
- 野草園など

## アクセス
車
- 国道51号成田方面より、十余三トンネル先信号2つ目の交差点を右折、約2km。
- 東関東自動車道より、成田IC下車、約2km（途中道路案内標識あり）

公共交通機関
- 成田国際空港空港第2ビル駅からバス（千葉交通）「大栄支所」行き「花植木センター」下車徒歩約5分。